# أندريه كارسن
أندريه كارسن (بالإنجليزية: André Carson)‏ من مواليد 16 أكتوبر 1974 في إنديانابوليس، سياسي أمريكي ونائب ديمقراطي في الكونغرس منذ 13 مارس 2008 عن المنطقة السابعة لولاية إنديانا، خلف جدتة في المنصب النائبة جوليا كارسن، ويعتبر ثاني نائب أمريكي مسلم بعد كيث إليسون.
وهو من الموقعين على وثيقة تطالب بإطلاق سراح الجندي الإسرائيلي جلعاد شاليط.